# Hisao Sekiguchi
Hisao Sekiguchi (jap. 関口 久雄, Sekiguchi Hisao; * 29. Oktober 1954 in Saitama) ist ein ehemaliger japanischer Fußballspieler.

## Nationalmannschaft
1978 debütierte Sekiguchi für die japanische Fußballnationalmannschaft. Sekiguchi bestritt drei Länderspiele und erzielte dabei ein Tor.

## Errungene Titel
- Japan Soccer League: 1973, 1978, 1982
- Kaiserpokal: 1973, 1978, 1980